# Nashville
Nashville è la capitale dello Stato del Tennessee ed è situata sulle sponde del fiume Cumberland nella contea di Davidson, nella parte centro-settentrionale dello Stato. È uno dei centri più importanti per la musica, per l'industria sanitaria, editoriale, dei trasporti.
Secondo il censimento del 2018 la sua popolazione ammonta a 692 587 abitanti (detti Nashvillians). Nonostante la lieve flessione registrata nel 2020 (689 447 abitanti censiti), la città resta al primo posto fra i centri urbani più grandi del Tennessee, seguita da Memphis. La sua area metropolitana è la più grande dello Stato e la popolazione relativa ammonta a 1 930 961 unità.

## Storia
Nashville venne fondata nel 1779 da alcuni esploratori capeggiati da James Robertson e James Donelson. Venne così chiamata in onore di Francis Nash, un generale di brigata della Carolina del Nord morto due anni prima nella Battaglia di Germantown durante la Guerra d'indipendenza americana. Grazie alla sua posizione strategica lungo il fiume Cumberland, l'insediamento crebbe facilmente. Nel 1806 Nashville venne riconosciuta come città e venne proclamata capoluogo di contea. Infine, nel 1843, venne proclamata capitale dello stato del Tennessee.
Durante la guerra civile americana, Nashville risultò essere un nodo strategico, oltre che commerciale, di primaria importanza. Cadde nelle mani dell'Unione nel febbraio 1862, risultando essere così la prima capitale di uno stato confederato a venire conquistata dalle truppe federali.
Nel 1867 a Nashville si tenne il primo congresso del Ku Klux Klan, fondato due anni prima nel 1865, subito dopo la fine della guerra, da ex combattenti degli Stati Confederati d'America. 
Vi si decise che il gruppo terroristico avrebbe perseguitato gli ex schiavi afroamericani e sostenuto, nonostante tutto, il ripristino dello schiavismo e il proseguimento della segregazione razziale.

## Geografia fisica

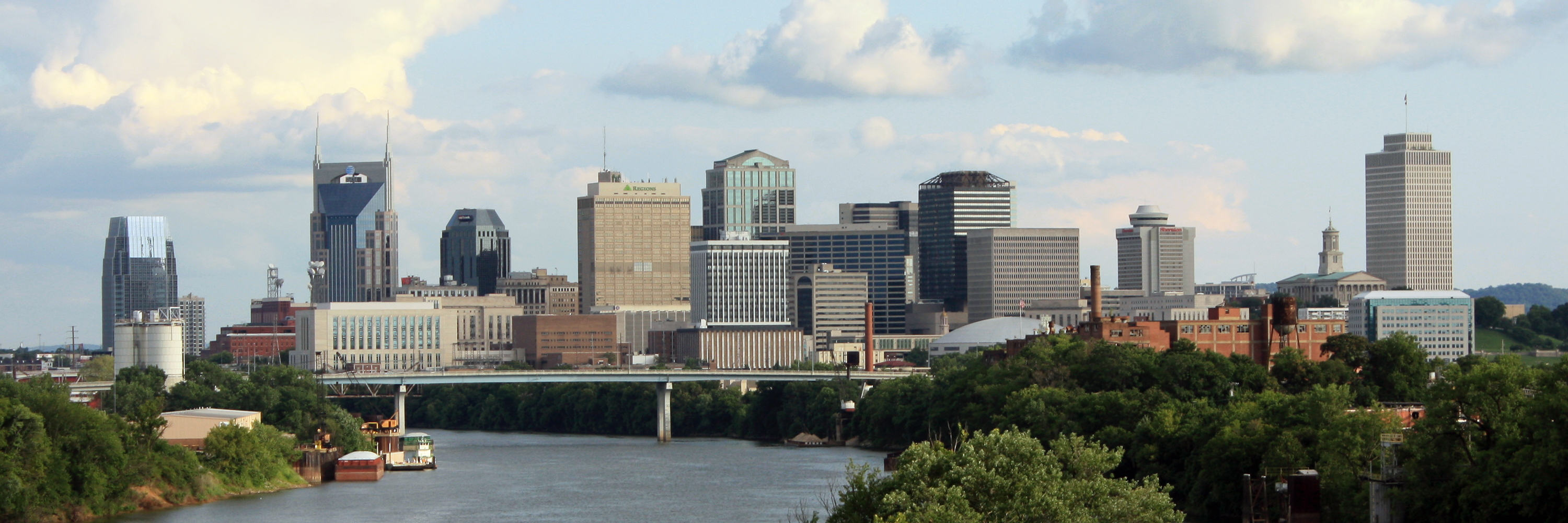
Nashville, panorama

### Topografia
Nashville si trova sul fiume Cumberland nella parte nord-occidentale del bacino di Nashville. L'altitudine di Nashville varia dai 117 m sopra il livello del mare al fiume Cumberland a 350 m sopra il livello del mare nel punto più alto..
Secondo lo United States Census Bureau, la città ha un'area totale di 1367 km²), di cui 1305 km² di esse sono terrestri e 62 km² di esse sono costituite da corsi d'acqua (4,53%).

### Clima

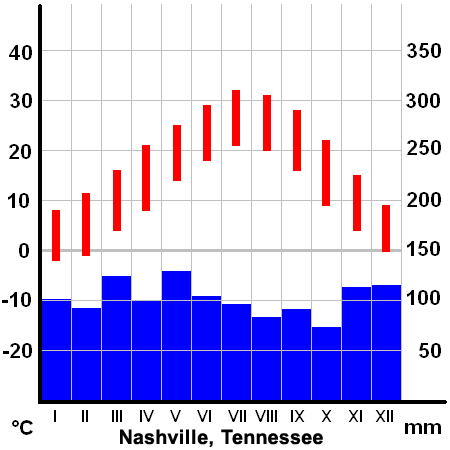
Temperature medie (rosso) e precipitazioni (blu) a Nashville

Nashville ha un clima subtropicale umido, generalmente con inverni freddi o moderatamente freddi ed estati calde e umide. Le temperature medie mensili vanno dai 3,2 °C nel mese di gennaio fino ai 26,3 °C di luglio, con una variazione diurna della temperatura di 10-13 °C circa. Nei mesi invernali spesso delle leggere nevicate ricoprono Nashville. La nevicata media annua è di circa 16 cm, che rientra per lo più nei mesi di gennaio e febbraio e, occasionalmente, marzo e dicembre. Il più grande evento nevoso a partire dal 2000 si è verificato il 16 gennaio 2003, quando Nashville fu ricoperta da 18 cm di neve in una singola tempesta; la più grande nevicata mai registrata era di 43 cm, il 17 marzo 1892. Le precipitazioni sono in genere maggiori in inverno e primavera, mentre l'autunno è più secco. Primavera e autunno sono generalmente caldi, benché inclini a forti temporali che a volte comportano la formazione di tornado (si notino gli eventi del 16 aprile 1998, 7 aprile 2006, 5 febbraio 2008, 10 aprile 2009, 1-2 maggio 2010 e 3 marzo 2020). L'umidità a Nashville sfiora l'83% la mattina e il 60% nel pomeriggio, valori considerati moderati per il sud-est degli Stati Uniti. Negli ultimi decenni, a causa della crescita urbana, Nashville ha sviluppato un'isola di calore urbana: soprattutto durante le notti fresche e limpide, le temperature sono fino a 5,6 °C più calde nel cuore della città che nelle zone rurali periferiche.
Le lunghe primavere e gli autunni prolungati, in combinazione con una gamma diversificata di alberi e piante varie, si dimostrano ostili alle persone di Nashville che soffrono di particolari allergie, specialmente quella al polline. Nel 2008 Nashville è stata classificata come la 18ª città fra le peggiori dove vivere se si soffre di allergie particolari (secondo uno studio condotto dalla Fondazione Asma e Allergie degli Stati Uniti).
La temperatura più fredda mai registrata a Nashville è stata −27 °C il 21 gennaio 1985, mentre la più alta 43 °C il 29 giugno 2012.

### Paesaggio urbano
La zona del centro di Nashville dispone di un vasto assortimento di attività di intrattenimento, ristoranti, attrazioni culturali ed architettoniche. Le aree di Broadway e 2nd Avenue dispongono di luoghi di intrattenimento, locali notturni e un assortimento di ristoranti. A nord di Broadway si trovano il quartiere centrale degli affari di Nashville, Legislative Plaza, Capitol Hill e il Tennessee Bicentennial Mall. Attrazioni culturali e architettoniche si possono trovare in tutta la città.
Tre principali autostrade interstatali (I-40, I-65 e I-24) convergono in prossimità della zona del centro (downtown) e molte città della regione sono facilmente raggiungibili in auto in poche ore.
Il primo grattacielo di Nashville, la Life & Casualty Tower, è stato completato nel 1957 e ha avviato la fase di costruzione di grattacieli nel centro urbano. Dopo la costruzione dell'AT&T Building (comunemente noto ai locali come il "Batman Building") nel 1994, il centro della città ha visto pochi progetti in cantiere fino alla metà degli anni 2000. Molti nuovi sviluppi residenziali sono stati costruiti o sono in programma per i vari quartieri della città. Un grattacielo destinato a degli uffici, il The Pinnacle, è stato recentemente inaugurato nel 2010.
Molti progetti civili e infrastrutturali o sono in programma, in corso o recentemente completati. In centro è stato recentemente costruito un nuovo hub (centro di smistamento, simile ad un terminal) per gli autobus, insieme al completamento di altri progetti di edifici pubblici. Diversi parchi sono stati costruiti, a cominciare dal Public Square. Riverfront Park è invece in costante espansione. Nel maggio 2013 è stato inaugurato il centro The Music City, ideale per i congressi con i suoi 110 000 m², di cui 34 000 di spazio espositivo.

## Società

### Evoluzione demografica
Al censimento del 2018 Nashville e le città satelliti di Belle Meade e Berry Hill contavano una popolazione di 692 587 (626 681 nel 2010), con una densità di 459,95/km². La sua composizione etnica risultava così costituita: 57,5% bianchi non ispanici, 27,9% afro americani, 9,9% ispanici, 3,2% asiatici, 0,5% nativi americani, 0,1% oceaniani, 2,1% multirazziali. Tra le varie comunità etniche ce n'è una abbastanza folta costituita da circa 5 000 curdi, tanto che secondo la Vanderbilt University si tratta della comunità curda più grande al di fuori del Medio Oriente. Durante le elezioni legislative in Iraq nel 2005, Nashville è stata una delle poche località internazionali dove gli espatriati iracheni hanno potuto votare.
Questa era la popolazione di Nashville alla data dei vari censimenti: 1830, 5 566; 1850, 10 165; 1870, 25 865; 1890, 76 168; 1900, 80 865; 1910, 110 364; 1920, 118 342; 1940, 167 402.

## Governo e politica
La fusione tra la città di Nashville e la Contea Davidson del 1963 fu un modo per combattere il problema di espansione urbana della città. Il nome ufficiale dell'entità allora costituita è "the Metropolitan Government of Nashville and Davidson County", ma è popolarmente nota come "Metro Nashville" o semplicemente "Metro".
Il nuovo governo metropolitano fu organizzato nel 1963 in due distretti, il distretto "servizi urbani" (che interessa il vecchio territorio cittadino) e il distretto "servizi generali" (che si occupa del resto della contea di Davidson). Da allora il governo metropolitano offre i servizi di polizia, vigili del fuoco, elettricità, acqua, trattamento fognario. La città di Nashville è governata dal Consiglio Metropolitano con un sindaco (nel 2013 Karl Dean), un vice sindaco (nel 2013 Diane Neighbors) e 40 consiglieri, dei quali 5 sono eletti liberamente e 35 rappresentano i singoli distretti.

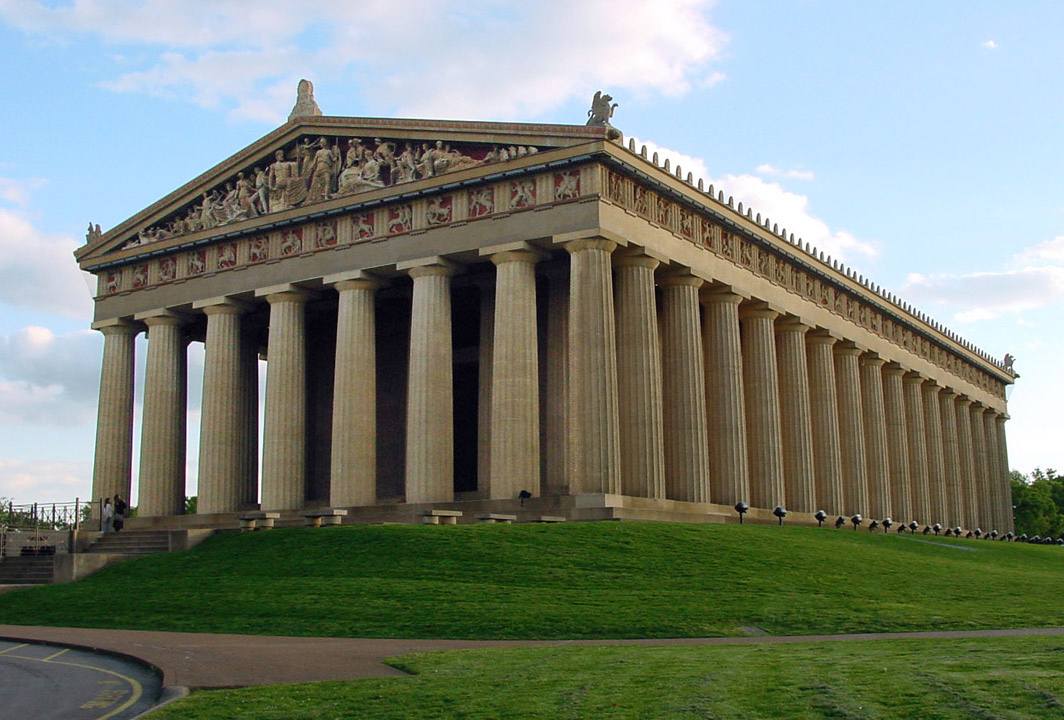
Replica del Partenone a Nashville

Nashville, a differenza del resto del Tennessee, è rimasta fedele al Partito Democratico. Il dominio politico dei democratici è così assoluto che le vere competizioni si hanno tra l'ala populista del partito e quella del "buon governo". Il distretto congressuale che include Nashville (attualmente il quinto Distretto Congressuale del Tennessee) non è stato più vinto dal Partito Repubblicano dalla fine della guerra civile americana.

## Area metropolitana
Nashville ha la più grande area metropolitana del Tennessee e si estende in tredici contee della zona centrale dello Stato: Cannon, Cheatham, Davidson, Dickson, Hickman, Macon, Robertson, Rutherford, Smith, Sumner, Trousdale, Williamson e Wilson.

## Infrastrutture e trasporti
La città è servita dall'Aeroporto Internazionale di Nashville. Inoltre, la città e i suoi sobborghi sono collegati tramite il servizio ferroviario suburbano Music City Star.

## Parchi
4 100 ettari di terreno e 99 parchi e vie verdi (greenways) sono di proprietà e controllati dal Metro Board of Parks and Recreation (più del 3% del totale della contea). 1 086 ettari di terreno fanno parte dei Warner Parks, con un grande centro educativo, 32 km di strade panoramiche, 19 km di sentieri per escursionisti e 16 km di sentieri per l'equitazione. I Tennessee State Parks si trovano all'interno della città. Il Genio Militare statunitense (US Army Corps of Engineers) è responsabile della manutenzione dei parchi intorno ai laghi Old Hickory Lake e Percy Priest Lake. A Nashville si trova anche il parco botanico di Cheekwood.

## Sport
Nashville ha diverse squadre sportive professionistiche, tra le quali i Nashville Predators della National Hockey League, i Tennessee Titans della National Football League. Ospita inoltre il Music City Bowl, una partita della NCAA football.
Inoltre qui ha sede la TNA.
| Squadra                                        | Sport              | Lega                                        | Sede                   |
| ---------------------------------------------- | ------------------ | ------------------------------------------- | ---------------------- |
| Tennessee Titans                               | Football           | National Football League                    | Nissan Stadium         |
| Nashville Predators                            | Hockey             | National Hockey League                      | Bridgestone Arena      |
| Nashville Kats (due incarnazioni: 1997 e 2005) | Football a 8       | Arena Football League                       | Bridgestone Arena      |
| Nashville Sounds                               | Baseball           | Minor League Baseball: Pacific Coast League | Herschel Greer Stadium |
| Nashville SC                                   | Calcio             | Major League Soccer                         | Geodis Park            |
| Nashville Dream                                | Football femminile | National Women's Football Association       | Glencliff High School  |

Le sedi sportive a Nashville sono a:
- Nissan Stadium
- Bridgestone Arena
- Nashville Municipal Auditorium
- Greer Stadium
- Vanderbilt Stadium
- Memorial Gymnasium at Vanderbilt University
- Curb Event Center alla Belmont University
- Gentry Center al Tennessee State University
- Allen Arena al Lipscomb University

## Città della musica
Nashville è soprannominata la città della musica perché è la sede del Grand Ole Opry, un famoso programma radiofonico di musica country, della Country Music Hall of Fame e di molte case discografiche. Ha inoltre sede a Nashville una delle più grandi aziende produttrici di chitarre e bassi elettrici, la Gibson.
È stata definita l'Atene del sud-est degli Stati Uniti per i suoi numerosi istituti scolastici e per l'architettura classica di molti dei suoi edifici. Nel 1876, nel centenario della dichiarazione d'indipendenza, in uno dei suoi parchi fu eretta una copia del Partenone.

## Amministrazione

### Gemellaggi
Nashville è un'attiva partecipante nel programma delle città gemellate e ha relazioni con le seguenti città:
- Edmonton (Canada)
- Caen (Francia)
- Magdeburgo (Germania)
- Belfast (Regno Unito)
- Manchester nel New Hampshire (Stati Uniti d'America)

Nashville sta esplorando la possibilità di avere un gemellaggio con
le città di Gerona in Spagna e di Road Town, nelle Isole Vergini britanniche.